# 洛濟夫卡 (皮德沃洛奇西克區)
49°37′55″N 25°59′47″E / 49.63194°N 25.99639°E
洛濟夫卡（烏克蘭語：Лозівка），是烏克蘭的村落，位於該國西部捷爾諾波爾州，由捷尔诺波尔区負責管轄，始建於1544年，面積1.38平方公里，2001年人口224，人口密度每平方公里162.1人。